# Травунија
Травунија (лат. Tribunia) је српска историјска област, која је током раног средњовековног раздобља постојала као посебна удеона кнежевина у склопу српских земаља. Травунска кнежевина је током 9. и 10. века обухватала југоисточне делове данашње Херцеговине, најзападније делове данашње Црне Горе и крајњи јужни део данашње Далмације, укључујући и Конавле. Главни историјски извор за историју ове кнежевине су историографски списи византијског цара Константина VII Порфирогенита, који је Травунију описао као једну од српских области:
Земља Травуњана и Конављана је једна. Тамошњи становници воде порекло од некрштених Срба, који су ту живели од оног архонта који је пребегао цару Ираклију из некрштене Србије ... Архонти Травуније увек су били под влашћу архонта Србије.

## Границе и градови у Травунији
Травунија се простирала од Дубровника до Бока которске. На северозападу се граничила са Захумљем, на југоистоку са Дукљом, док јој је северни сусед била главна српска област Србија. У њој су се налазили утврђени градови:
- Травунија (данашње Требиње)
- Ормос (данашњи Врм на Требишњици)
- Рисан
- Лукавец
- Зетлив или Затлебље

## Прошлост Травуније
Од свог самог настанка владари Травуније били су потчињени врховном кнезу (архонту) свих Срба на Балкану кнезу Србије из породице Властимировића. Смрћу Часлава Клонимировића нестаје јединствене српске државе, а српске области, међу којима је и Травунија, потпадају под византијску власт и постају њени вазали. Дукљански владар Стефан Војислав након победе над Византијом у бици код Бара 1042. године, проширује своју власт на Травунију и Захумље. Када је Дукља 1077. године постала прва српска краљевина, у њеном саставу се налазила и Травунија, која након распада Дукље улази у састав Србије под Немањићима.

## У повељама Немањића
- У повељи краља Стефана Радoслава Дубровчанима у титулатури се наводи: "Стефан... вѣрньі краль всѣхь рашькихь земль и тревуниискиихь..."[3]
- У повељи краља Стефана Владислава Дубровчанима у титулатури се наводи: "...Стефань Владиславь с помокию Божиовь краль всѣхь рашкихь земль и Диоклитие и Дальмацие и Тровоуние и Захльмѥ..."[4]

## Владари Травуније
- Кнежевина Травунија
  - Белоје, жупан Травуније (почетак IX века)
  - Крајина, кнез Травуније (средина IX века)
  - Хвалимир, кнез Травуније (друга половина IX века)
  - Чучимир, кнез Травуније (прва половина X века)
- Травунија у Кнежевини Србији
  - Петар Гојниковић, српски кнез (892—918)
  - Часлав Клонимировић, српски кнез (средина X века)
- Травунија у Захумљу (Хуму)
  - Михајло Вишевић, кнез Захумља (920–940)
- Травунија у саставу Дукљанске државе (од 1019. — до средине XII века)
  - Драгимир, кнез Травуније и Захумља (почетак XI века)
  - Стефан Војислав, кнез Дукље (1034 — око 1050)
  - Михаило Војислављевић, краљ Дукље (око 1050—1081)
  - Константин Бодин, краљ Дукље (1081—1101)
  - Доброслав II, краљ Дукље (1101—1102, 1102)
  - Михаило Војислављевић, краљ Дукље (1101—1102)
  - Кочапар, краљ Дукље (1102—1103)
  - Владимир Војислављевић, краљ Дукље (1103—1114)
  - Ђорђе Бодиновић, краљ Дукље (1114—1118, 1125—1131)
  - Грубеша, краљ Дукље (1118—1125)
  - Градихна, краљ Дукље (1131—1148)
  - Радослав Градишнић, кнез Дукље (средина XII века)
  - Деса, жупан Дукље, Травуније и Захумља (средина XII века)
  - Грдеша, жупан Травуније (друга половина XII века)
- Травунија у држави Немањића (од друге половине 12. века, до средине 14. века)
  - Мирослав, велики кнез Хумски (друга половина XII века)
  - Растко, жупан Хумски (1191)
  - Тољен, кнез Хумски (крај XII века)
  - Стефан Радослав, кнез Захумља (крај XII и почетак XIII века)
  - Петар, кнез Хумски (почетак XIII века)
  - Тољен II, кнез Хумски (прва половина XIII века)
  - Андрија, велики кнез Хумски (средина XIII века)
  - Богдан, жупан Хумски (средина XIII века)
  - Ђорђе, жупан Хумски (средина XIII века)
  - Радослав, жупан Хумски (средина XIII века)
  - Јелена Анжујска краљица Зете, Травуније, Плава и Поибарја (крај XIII века)
  - Константин Немањић, кнез Захумља (почетак XIV века)
  - Никола, жупан Захумља (прва половина XIV века)
  - Војвода Војин (прва половина XIV века)
- Травунија у саставу Земље Војиновића (1355—1373)
  - Војислав Војиновић, кнез Хумски (око 1355—1363)
  - Никола Алтомановић Војиновић, кнез Хумски (1366—1373)
- Травунија у саставу Босне (1373—1448)
  - Вук Косача (друга половина XIV века)
  - Влатко Вуковић (друга половина XIV века)
  - Сандаљ Хранић Косача, кнез Захумља (1393—1435)
- Травунија у саставу Војводства Светог Саве (Херцеговина)
  - Стефан Вукчић Косача, херцег (1435–1466)
  - Владислав Херцеговић, херцег (1466—1483), син Стефана Вукчића Косаче
  - Влатко Херцеговић, херцег (1466–1483), син Стефана Вукчића Косаче

## Извори и литература